# École nationale de la statistique et de l’administration économique
Die École nationale de la statistique et de l’administration économique (ENSAE) zählt zu den angesehensten und selektivsten zwei der für Frankreich typischen als Grande écoles bezeichneten Elitehochschulen. Sie ist die prestigereichste Universität Frankreichs auf dem Gebiet von Ökonomie, Statistik und Finanzen. Sie ist Mitglied des Institut Polytechnique de Paris (IP Paris) und eine eigenständige Schule der l’École polytechnique.

## Geschichte
Die ENSAE wurde 1942 gegründet. Sie war an den Service national des statistiques (Vorgänger des Institut national de la statistique et des études économiques (INSEE)) angegliedert und trug ursprünglich den Namen école d’application de la statistique. 1946 änderte man diesen Namen aufgrund der Schaffung des INSEE (frz. äquivalent zum deutschen statistischen Bundesamt) zu école d’application de l’INSEE. Zu dieser Zeit war das Ziel ausschließlich die Ausbildung von Beamten für das INSEE.
Am 2. November 1960 wurde der Name zu École nationale de la statistique et de l’administration économique geändert. Die Ausbildung wurde diverser und ehemalige Studenten der Rechts- und Wirtschaftswissenschaften konnten sich von nun an für ein Studium bewerben. Am 15. April 1971 wurde die ENSAE offiziell auf den Rang einer Grande École festgelegt.
1975 fand der Umzug auf den Campus in Malakoff statt; seither ist die Einrichtung erneut umgezogen und hat ihren Sitz seither auf dem Campus der École polytechnique in Palaiseau.
In den 1980er Jahren wurde ein Stipendiumsprogramm für Doktoranden entworfen und 1988 wurde ein Forschungszentrum, das CREST (Centre de recherche en économie et statistique) gegründet.
Die Ausbildung von Funktionären für das INSEE und von Verwaltungsstatistikern wurde 1994 mit der Gründung der École nationale de la statistique et de l’analyse de l’information (ENSAI) nach Rennes verlegt.

## Ausbildung
Die Schule ist in das im selben Gebäude gelegene INSEE integriert und untersteht direkt dem französischen Ministerium für Wirtschaft, Finanzen und Arbeit.
Die Absolventen erhalten den Titel „économiste statisticien“.
Die ENSAE rekrutiert Studenten mit verschiedenen Hintergründen:
- Absolventen verschiedener Classes Préparatoires. Als einzige école d’ingénieurs Frankreichs ermöglicht sie nicht nur Absolventen der classes préparatoires scientifiques (sprich mit Spezialisierung in den Naturwissenschaften), sondern auch Absolventen der classes préparatoires in Sozialwissenschaften oder Wirtschaftswissenschaften die Aufnahme.
- Absolventen anderer Grandes Écoles, vor allem der École polytechnique und der École normale supérieure.
- Absolventen einer Universität (Abschluss: Maîtrise/Master)

## Austauschprogramme/Partnerschaften
Ein großer Anteil der ENSAE Studenten verbringt das dritte Studienjahr im Ausland. Es bestehen unter anderem Austauschprogramme mit Harvard, der Columbia University, der London School of Economics und der Pompeu Fabra.
Im Rahmen der Deutsch-Französischen Hochschule bestehen Doppeldiplom-Programme zwischen der ENSAE und der Humboldt-Universität zu Berlin sowie der Universität Mannheim. Außerdem bietet die Universität Bonn ein einjähriges Austauschprogramm mit der ENSAE an.
Es besteht zudem ein Doppeldiplomprogramm mit der ESCP Europe Wirtschaftshochschule und der HEC Paris.
Die ENSAE ist Mitglied von ParisTech (Vereinigung von 11 Grandes Écoles d’Ingénieurs in Paris). Über diesen Kanal besteht die Möglichkeit, das dritte Studienjahr an chinesischen Partneruniversitäten zu verbringen, wie etwa der Beida und der Tsinghua-Universität.

## Berufsbild
Die Absolventen der ENSAE arbeiten primär als Finanzingenieure, Wirtschafts- und Finanzmathematiker, sowie in ökonomischen Forschungsabteilungen. Ein Teil der Absolventen arbeitet auch im Bereich des Consulting sowie in der Forschung.
Derzeit treten ca. 30 % der Absolventen ihren ersten Beruf im Ausland (vor allem die Finanzzentren New York und London sind häufige Ziele) an.

## Absolventen
Unter den Absolventen der ENSAE finden sich einige namhafte Persönlichkeiten aus Wirtschaft und Forschung:
- Benoît Cœuré, Direktor und Chefökonom der Europäischen Zentralbank (EZB)
- Francois Bourgignon, Senior vice president und Chefökonom der Weltbank
- Eric Chaney, chief-economist der Investmentbank Morgan Stanley
- Jean-Michel Charpin, Ökonom, Leiter des INSEE
- Bruno Durieux, ehemaliger französischer Minister
- Franck Goddio, Statistiker, ab 1985 Unterwasser-Archäologe
- Jean-Jacques Laffont, Ökonom
- Edmond Malinvaud, Ökonom
- Christian Sautter, ehemaliger französischer Minister
- Philippe Herzog, Abgeordneter des Europaparlaments